# Andrássyho třída

Andrássyho třída:
1. Deák Ferenc tér
2. Oktogon
3. Kodály körönd
4. Hősök tere.

Andrássyho třída (maďarsky Andrássy út) je jedna z hlavních a nejznámějších budapešťských ulic. Tvoří pomyslnou hranici mezi městskými částmi Terézváros a Lipótváros. Spolu s Budínským hradem je součástí Světového dědictví UNESCO. Nese jméno uherského ministerského předsedy Gyuly Andrássyho.
Začíná na křižovatce s třídou Bajcsi-Zsilinsky út a József Atilla utca na náměstí Deák Ferenc tér a táhne se severovýchodním směrem až k Náměstí Hrdinů a městskému parku Városliget. Protíná okružní třídu Nagykörút na náměstí Oktogon a Felsőerdősor utca na náměstí Kodály körönd. Pod ulicí je v celé její délce vybudována první linka budapešťského metra, nejstarší na evropském kontinentu.
Lze ji rozdělit na tři části:
- Od Deák Ferenc tér po Oktogon: část s budovami obchodů, bank a kanceláří.
- Od Oktogonu po Kodály körönd: ulice se rozšiřuje o alej, mezi budovami se nacházejí i obytné domy a vysoké školy.
- Od Kodály körönd po Hősök tere a Városliget: ulice se ještě více rozšiřuje; na tomto konci se nacházejí převážně vily a paláce (četná velvyslanectví) s parky a zahradami.

## Historie
O výstavbě velkolepé třídy bylo rozhodnuto v roce 1870 ve snaze odlehčit nedalekou Király utca od silniční dopravy a spojit Staré město (Belváros) a parku Városliget. S výstavbou se začalo v roce 1872, přičemž ulice byla slavnostně předána do užívání 20. srpna dne 1876. Při výstavbě byly realizovány najednou plány jednotlivých architektů: Lajose Lechnera, Frigyese Feszla a partnerů Klein & Fraser.

## Významné objekty
Významné objekty na Andrássyho třídě, ve směru od centra k Náměstí Hrdinů:
- Posta Muzeum (Poštovní muzeum)
- Állami Operaház (Státní opera) a Újszínház (Nové divadlo)
- Nagymező utca přezdívaná budapešťská Broadway[zdroj?]
- Liszt Ferenc tér je sídlem mnoha restaurací, barů a Hudební akademie (Liszt Ferenc Zeneművészeti Egyetem)
- Terror Háza
- Liszt Ferenc-emlékház (historický dům Ference Liszta)
- Budapest Bábszínház (Budapešťské loutkové divadlo)
- Magyar Képzőművészeti Egyetem (Maďarská akademie výtvarného umění)
- Kodály Zoltán-emlékház (Památný dům Zoltána Kodályho)
- Hopp Ferenc Kelet-ázsiai Művészeti Muzeum (Muzeum východoasijského umění Ference Hoppa)